# 6. etape af Tour de France 2013
Sjette etape af Tour de France 2013 er en 176 km lang flad etape. Den bliver kørt torsdag den 4. juli fra Aix-en-Provence til Montpellier.
Det er 30 gang at Montpellier enten er start- eller målby for en etape i Tour de France, i mens det bliver Aix-en-Provences sjette gang.